# Сатин, Николай Михайлович
Николай Михайлович Сатин  (1814, Тамбовская губерния — 1873, Пензенская губерния) — русский поэт-переводчик.

## Биография
Происходил из дворян Тамбовской губернии; сын корнета Нарвского карабинерного полка Михаила Александровича Сатина (1775—1837) и Екатерины Дмитриевны Хвощинской, дочери прокурора Тамбовской губернии Дмитрия Фёдоровича Хвощинского. Родился 6 (18) декабря 1814 года в имении Дмитриевщина Тамбовского уезда Тамбовской губернии.
Воспитывался в Московском университетском благородном пансионе. С 1832 года учился на физико-математическом факультете Московского университета, где познакомился с Н. И. Сазоновым, через которого близко сошёлся с Герценом и Огаревым, который впоследствии женился на сестре жены Сатина, Наталье.
После ареста членов кружка Герцена, Огарева, Кетчера и других, Сатин, уже оканчивавший курс университета, был сослан в 1835 году в Симбирскую губернию, где занимался изучением и переводом Шекспира. В 1837 году по болезни он был переведён на Кавказ, где возобновил своё знакомство с Лермонтовым и близко сошёлся с лечившимся в Пятигорске Белинским.
В 1839 году был прощён и вскоре вернулся в Москву. Усилившийся ревматизм, почти лишавшего его ног, вследствие чего он всегда прихрамывал, заставил его в конце 1841 года поехать, вместе с ближайшим его другом Н. П. Огарёвым, за границу. С 1841 по 1846 год они посетили Германию, Францию и Италию; больше года он лечился в Берлине. Занимался литературными и научными работами, изучая немецкий язык и древнюю литературу. Получив некоторое облегчение, весной 1846 года он вернулся в Россию и поселился в пензенском имении Старое Акшино, приобретённом им у Огарёва, где и жил, до самой своей кончины поддерживая дружеские отношения с членами герценовского кружка, навещавшими его в деревне. В начале 1850 года был арестован и два месяца находился в Петропавловской крепости; вернувшись же в деревню занялся устройством суконной фабрики. С открытием новых судебных учреждений два года был почётным мировым судьёй.
Написал немало оригинальных стихотворений, но преимущественно известен переводами из Байрона и Шекспира («Буря» и «Сон в летнюю ночь»). Помещал свои оригинальные стихотворения и повести в «Отечественных записках» и «Современнике», но значительная их часть осталась ненапечатанной; некоторые из них вошли в первый том литературного сборника «Почин» (1895). Там же помещены отрывки из его «Воспоминаний», относящиеся к 1837 и 1838 гг.
Умер 29 апреля (11 мая) 1873 года в селе Старое Акшино Пензенской губернии

## Семья
С 27 мая 1849 года был женат на Елене Алексеевне Тучковой (1827—1871), дочери члена Союза Благоденствия Алексея Алексеевича Тучкова (1800—1879) и Натальи Аполлоновны Жемчужниковой (1802—1894). Она была внучкой генералов Алексея Алексеевича Тучкова и Аполлона Степановича Жемчужникова. Их дети:
- Александр
- Наталья
- Елена